# Sông Sula
Sula (tiếng Ukraina: Сула́; tiếng Nga: Су́ла) là một phụ lưu tả ngạn sông Dnepr, tổng chiều dài là 363 km và diện tích lưu vực là 19.600 km². Sông chảy qua ba tỉnh là Sumy, Poltava, Cherkasy.
Sula bắt nguồn từ sườn phía tây nam của cao nguyên Trung Nga, sau đó chảy qua vùng đất thấp Dnepr. Đầu tiên nó chảy theo hướng tây, sau đó chuyển dần sang hướng tây nam và nam. Giữa cửa sông Lokhvytsia và thị trấn Zavodske, sông chảy về phía đông, sau đó nó quay lại sang phía tây nam; ở phần cửa sông nó chảy về phía nam.
Thung lũng sông Sula có hình thang, thường không đối xứng; chiều rộng thung lũng sông từ đầu nguồn đến cửa sông tăng dần từ 0,4-0,5 km đến 10–11 km (lớn nhất là 15 km), riêng ở đoạn giữa cửa sông Lohvytsi và cửa sông Uday, thung lũng thu hẹp lại còn 4 km. Sông uốn khúc dọc chiều dài, phân nhánh ở một số nơi, chiều rộng trung bình 10–75 m (vùng bãi bồi lên đến 250 m), độ sâu trung bình 1,5–2 m. Độ dốc của sông là 0,2 m/km. Nguồn nước chính là tuyết. Sông đóng băng vào tháng 12 và tan băng từ cuối tháng 3 đến đầu tháng 4.
Sông Sula chảy vào sông Dnepr tại hồ chứa nước Kremenchuk, tại đó nó hình thành một vùng châu thổ lớn với nhiều đảo, là nơi sinh sống của các loài chim quý. Phụ lưu quan trọng của sông Sula là Uday, các phụ lưu khác là Orzhytsya, Sliporid, Romen và Tern.
Các thành phố lớn nằm ven sông là Romny, Lokhvytsia và Lubny.
Tên sông gợi lên vùng nước chảy chậm hoặc nhiều bùn, theo từ ngữ nó liên quan đến tiếng Litva/Latvia sulà "nhựa cây cáng lò", Phổ cổ sulo "sữa đông", phương ngữ tiếng Na Uy saula "chất bẩn", Sanskrit súrā "rượu mạnh", và tiếng Avestan hurā "đồ uống say, kumis". Từ nguyên khác của Sula tiếng Turk suly, 'đầy nước, ướt'.